# Топорков Георгій Ілліч
Георгій Ілліч Топорков (1917, Золотоноша —????) — радянський футболіст та гравець у хокей з м'ячем. Грав на позиціях півзахисника та нападника, відомий завдяки виступам у складі харківських «Динамо», «Сільмаша», «Спартака» та ворошиловоградського «Динамо». Учасник Німецько-радянської війни, нагороджений бойовими орденами. 

## Життєпис
Георгій Топорков народився у місті Золотоноша Полтавської губернії. Грати у футбол почав у 1934 році у харківській команді «Металіст», наступного року перевівся до команди «Сільмашу». Брав участь у першому Чемпіонаті СРСР у складі харківського «Динамо», за яке провів одну гру. Потім повернувся до «Сільмашу», де виступав за першу та другу футбольні команди. Відомо, що Топорков у складі «Сільмаша» в чемпіонаті СРСР зіграв 56 матчів та забив 2 голів. Так як статистичні дані за той період збереглися не повністю, ймовірно показники були вищими. Також виступав за хокейну команду «Сільмаша», де був одним з провідних гравців. У складі команди тричі ставав чемпіоном УРСР та один раз перемагав у розіграші кубку. Після розформування футбольної команди «Сільмаша», був переведений до складу харківського «Спартака». За нову команду устиг зіграти чотири матча у незакінченому чемпіонаті СРСР. Після закінчення німецько-радянської війни опинився у Ворошиловограді, де протягом трьох сезонів виступав за місцеве «Динамо». У 1948 році він у складі команди став володарем Кубку Республіканської ради ДСТ «Динамо», за іншою версією це був кубок Центральної ради ДСТ. На своєму останньому році кар'єри, був капітаном команди.
Працював розмітником по металу.

## Нагороди та відзнаки
- Орден Червоного прапора (31.08.1945)
- Орден Червоної зірки (30.01.1944)
- Орден Вітчизняної війни 2 ступеня (6.04.1985)
- Медаль «За відвагу» (17.09.1943)
- Знак ГПО I-го ступіня

## Досягнення
Футбол
- Кубок Республіканської ради ДСТ «Динамо»: 1948

Хокей з м'ячем
- Чемпіон УРСР: 1937, 1939, 1940.
- Володар Кубку УРСР: 1940.